# Alexandra (Gauteng)
Alexandra é uma cidade localizada na província de Gauteng, na África do Sul.